# Emilio Fede
Emilio Fede (né le 24 juin 1931 à Barcellona Pozzo di Gotto) est un journaliste, présentateur de télévision et écrivain italien.

## Biographie
Emilio Fede a été rédacteur en chef du TG1 (Telegiornale de la Rai 1) de 1981 à 1982, puis de l'émission Studio Aperto (1991) et, de 1992 à 2012, du journal télévisé de la Rete 4, une chaîne du groupe Mediaset (le groupe média privé de Silvio Berlusconi), ainsi que présentateur de l'édition du soir du même JT.
Son édition a été accusée de soutenir, parfois de manière explicite, le centre droit italien, et en particulier Silvio Berlusconi, Président du Conseil et ami personnel du journaliste. Ses prises de positions assumées lui ont valu diverses amendes pour non-respect de la neutralité journalistique de la part de l'AgCom (Autorità per le Garanzie nelle Comunicazioni), l'équivalent italien du CSA. Le contenu de son journal a été violemment critiqué par l'ensemble de la gauche italienne.
Après avoir débuté dans le journalisme en 1954 pour la RAI, Emilio Fede devient envoyé spécial en Afrique de 1961 à 1969. Il travaille alors à la rédaction de TV7, l'hebdomadaire d'approfondissement du TG1 puis, en 1976, devient le présentateur du TG1, et rédacteur en chef de 1981 à 1983. Il présente quelque temps l'émission Test.
Entre-temps, il se présente aux élections législatives de 1979 dans les listes du Parti social-démocrate italien (PSDI).
En 1987, à la suite d'une condamnation pour organisation de jeux de hasards (dont il est finalement innocenté), il quitte la RAI et, en 1989, rejoint le groupe Fininvest. Il y présente l'émission Videonews, puis Studio Aperto.
En 1992, il est appelé à fonder le TG4, qu'il présente et dirige jusqu'au 28 mars 2012, jour de ses démissions.

## Critiques et controverses
Sa manière de diriger son journal, en faveur du centre droit selon l'observatoire de l'université de Pavie, l'a exposé à des critiques et à des interventions de la part de l'Autorité pour les Garanties des Communications. Son lien étroit avec Berlusconi, jamais démenti par Fede, s'est manifesté en 1994 lorsque Fede dédie la victoire de Berlusconi aux élections législatives de 1994 à Rosa Bossi, la mère de Berlusconi.
En 2006, après une énième amende, il menace de se retirer mais il y renonce après avoir vu les lettres de ses téléspectateurs qui l'incitaient à rester.
En janvier 2011, il est mis en examen pour proxénétisme dans l’affaire dite Ruby, une mineure marocaine qu’il aurait approchée de Silvio Berlusconi. Après un très long procès, il est définitivement condamné à 4 ans et 7 mois de prison par la Cour de cassation en 2019.

## Filmographie partielle

### Au cinéma
- 1998 : Aprile de Nanni Moretti. Scène d'ouverture du journal télévisé du 28 mars 1994 de la chaîne Rete 4, le jour des résultats des élections parlementaires italiennes de 1994 où Silvio Berlusconi a gagné.
- 1998 : Paparazzi de Neri Parenti